# Piper pellitum
Piper pellitum är en pepparväxtart som beskrevs av C. Dc.. Piper pellitum ingår i släktet Piper och familjen pepparväxter. Inga underarter finns listade i Catalogue of Life.